# Булај (Сучава)
Булај (рум. Bulai) насеље је у Румунији у округу Сучава у општини Моара. Oпштина се налази на надморској висини од 364 m.

## Становништво
Према подацима из 2002. године у насељу је живело 787 становника.

### Попис2002.
| Расподела становништва по националности 2002.‍ | Расподела становништва по националности 2002.‍ | Расподела становништва по националности 2002.‍ | Расподела становништва по националности 2002.‍ | Расподела становништва по националности 2002.‍ |
| --------------------------------------------- | --------------------------------------------- | --------------------------------------------- | --------------------------------------------- | --------------------------------------------- |
|                                               |                                               |                                               |                                               |                                               |
| Румуни                                        | Румуни                                        |                                               | 643                                           | 82,0%                                         |
| Пољаци                                        | Пољаци                                        |                                               | 141                                           | 18,0%                                         |